# Tülin Altıntaş
Tülin Altıntaş (Balıkesir, 9 d'agost de 1982) és una jugadora de voleibol turca. Actualment juga al Beşiktaş.